# Rally-VM-rekord
Olika rekord inom Rally-VM från att det börja i Monte Carlo-rallyt 1973 till det Mexikanska rallyt 2011.

## Förarrekord

### Segrar
|   | Förare          | Totalt | Säsong                             |
| - | --------------- | ------ | ---------------------------------- |
| 1 | Sébastien Loeb  | 7      | 2004-2005-2006-2007-2008-2009-2010 |
| 2 | Juha Kankkunen  | 4      | 1986-1987, 1991, 1993              |
| 2 | Tommi Mäkinen   | 4      | 1996-1997-1998-1999                |
| 4 | Walter Röhrl    | 2      | 1980, 1982                         |
| 4 | Miki Biasion    | 2      | 1988-1989                          |
| 4 | Carlos Sainz    | 2      | 1990, 1992                         |
| 4 | Marcus Grönholm | 2      | 2000, 2002                         |

|    | Förare          | Totalt |
| -- | --------------- | ------ |
| 1  | Sébastien Loeb  | 67     |
| 2  | Marcus Grönholm | 30     |
| 3  | Carlos Sainz    | 26     |
| 4  | Colin McRae     | 25     |
| 5  | Tommi Mäkinen   | 24     |
| 6  | Juha Kankkunen  | 23     |
| 7  | Didier Auriol   | 20     |
| 8  | Markku Alén     | 19     |
| 9  | Hannu Mikkola   | 18     |
| 10 | Miki Biasion    | 17     |

|    | Förare          | Totalt |
| -- | --------------- | ------ |
| 1  | Sébastien Loeb  | 803    |
| 2  | Markku Alén     | 801    |
| 3  | Carlos Sainz    | 756    |
| 4  | Juha Kankkunen  | 700    |
| 5  | Hannu Mikkola   | 651    |
| 6  | Didier Auriol   | 554    |
| 7  | Ari Vatanen     | 542    |
| 7  | Marcus Grönholm | 542    |
| 9  | Stig Blomqvist  | 486    |
| 10 | Colin McRae     | 477    |

### Statistik
|    | Förare          | Totalt |
| -- | --------------- | ------ |
| 1  | Sébastien Loeb  | 103    |
| 2  | Carlos Sainz    | 97     |
| 3  | Juha Kankkunen  | 75     |
| 4  | Marcus Grönholm | 61     |
| 5  | Markku Alén     | 56     |
| 6  | Didier Auriol   | 53     |
| 7  | Mikko Hirvonen  | 51     |
| 8  | Petter Solberg  | 47     |
| 9  | Tommi Mäkinen   | 45     |
| 10 | Hannu Mikkola   | 44     |

|    | Förare          | Totalt |
| -- | --------------- | ------ |
| 1  | Sébastien Loeb  | 1281   |
| 2  | Carlos Sainz    | 1242   |
| 3  | Juha Kankkunen  | 1140   |
| 4  | Markku Alén     | 840    |
| 5  | Miki Biasion    | 768    |
| 6  | Didier Auriol   | 747    |
| 7  | Mikko Hirvonen  | 745    |
| 8  | Petter Solberg  | 728    |
| 9  | Hannu Mikkola   | 655    |
| 10 | Colin McRae     | 626    |
| 11 | Marcus Grönholm | 615    |

|    | Förare           | Totalt |
| -- | ---------------- | ------ |
| 1  | Carlos Sainz     | 196    |
| 2  | Petter Solberg   | 174    |
| 3  | Juha Kankkunen   | 162    |
| 4  | Didier Auriol    | 152    |
| 4  | Marcus Grönholm  | 152    |
| 6  | Sébastien Loeb   | 150    |
| 7  | Colin McRae      | 146    |
| 8  | Tommi Mäkinen    | 139    |
| 9  | Kenneth Eriksson | 138    |
| 10 | Markku Alén      | 129    |

|    | Förare           | Totalt |
| -- | ---------------- | ------ |
| 1  | Hannu Mikkola    | 61     |
| 2  | Colin McRae      | 60     |
| 3  | Tommi Mäkinen    | 56     |
| 4  | Didier Auriol    | 55     |
| 5  | Ari Vatanen      | 54     |
| 6  | Marcus Grönholm  | 53     |
| 7  | Kenneth Eriksson | 49     |
| 7  | Armin Schwarz    | 49     |
| 9  | Carlos Sainz     | 46     |
| 10 | Petter Solberg   | 44     |
| 11 | Stig Blomqvist   | 43     |
| 11 | Juha Kankkunen   | 43     |

### Ålder
|    | Förare             | Ålder       | Tävling                  |
| -- | ------------------ | ----------- | ------------------------ |
| 1  | Jari-Matti Latvala | 22 y, 313 d | 2008 Swedish Rally       |
| 2  | Henri Toivonen     | 24 y, 86 d  | 1980 RAC Rally           |
| 3  | Markku Alén        | 24 y, 156 d | 1975 Rally Portugal      |
| 4  | François Duval     | 24 y, 359 d | 2005 Rally Australia     |
| 5  | Colin McRae        | 25 y, 2 d   | 1993 Rally New Zealand   |
| 6  | Timo Salonen       | 25 y, 345 d | 1977 Critérium du Québec |
| 7  | Juha Kankkunen     | 25 y, 352 d | 1985 Safari Rally        |
| 8  | Fulvio Bacchelli   | 26 y, 69 d  | 1977 Rally New Zealand   |
| 9  | Mikko Hirvonen     | 26 y, 89 d  | 2006 Rally Australia     |
| 10 | Sébastien Ogier    | 26 y, 164 d | 2010 Rally Portugal      |

|    | Förare            | Ålder       | Tävling                   |
| -- | ----------------- | ----------- | ------------------------- |
| 1  | Björn Waldegård   | 46 y, 155 d | 1990 Safari Rally         |
| 2  | Hannu Mikkola     | 44 y, 331 d | 1987 Safari Rally         |
| 3  | Pentti Airikkala  | 44 y, 80 d  | 1989 RAC Rally            |
| 4  | Joginder Singh    | 44 y, 70 d  | 1976 Safari Rally         |
| 5  | Kenjiro Shinozuka | 44 y, 13 d  | 1992 Rallye Côte d'Ivoire |
| 6  | Didier Auriol     | 42 y, 219 d | 2001 Rally Catalunya      |
| 7  | Ingvar Carlsson   | 42 y, 107 d | 1989 Rally New Zealand    |
| 8  | Carlos Sainz      | 42 y, 98 d  | 2004 Rally Argentina      |
| 9  | Kenneth Eriksson  | 41 y, 83 d  | 1997 Rally New Zealand    |
| 10 | Juha Kankkunen    | 40 y, 123 d | 1999 Rally Finland        |

## Fabrikat
|   | Fabrikat       | Totalt | Säsonger                   |
| - | -------------- | ------ | -------------------------- |
| 1 | Lancia         | 10     | 1974–1976, 1983, 1987–1992 |
| 2 | Citroën        | 6      | 2003–2005, 2008–2010       |
| 3 | Peugeot        | 5      | 1985–1986, 2000–2002       |
| 4 | Fiat           | 3      | 1977–1978, 1980            |
| 4 | Toyota         | 3      | 1993–1994, 1999            |
| 4 | Subaru         | 3      | 1995–1996-1997             |
| 4 | Ford           | 3      | 1979, 2006–2007            |
| 8 | Audi           | 2      | 1982, 1984                 |
| 9 | Alpine-Renault | 1      | 1973                       |
| 9 | Talbot         | 1      | 1981                       |
| 9 | Mitsubishi     | 1      | 1998                       |

| 1  | Ford            | 77 |        |    |
| 2  | Citroën         | 75 | Lancia | 74 |
| 3  | Lancia          | 74 |        |    |
| 4  | Peugeot         | 48 |        |    |
| 5  | Subaru          | 47 |        |    |
| 6  | Toyota          | 43 |        |    |
| 7  | Mitsubishi      | 34 |        |    |
| 8  | Audi            | 24 |        |    |
| 9  | Fiat            | 21 |        |    |
| 10 | Datsun / Nissan | 9  |        |    |

## Nationalitet
|   | Land           | Förare | Totalt |
| - | -------------- | ------ | ------ |
| 1 | Finland        | 6      | 13     |
| 2 | Frankrike      | 2      | 8      |
| 3 | Sverige        | 2      | 2      |
| 3 | Storbritannien | 2      | 2      |
| 3 | Tyskland       | 1      | 2      |
| 3 | Italien        | 1      | 2      |
| 3 | Spanien        | 1      | 2      |
| 8 | Norge          | 1      | 1      |

|    | Land           | Vinster |
| -- | -------------- | ------- |
| 1  | Finland        | 162     |
| 2  | Frankrike      | 136     |
| 3  | Sverige        | 43      |
| 4  | Storbritannien | 36      |
| 5  | Italien        | 30      |
| 6  | Spanien        | 27      |
| 7  | Tyskland       | 17      |
| 8  | Norge          | 13      |
| 9  | Kenya          | 8       |
| 10 | Estland        | 5       |

## Rallyn

### Snabbaste rallyn
|    | Tävling              | Medel hastighet         | Vinnare            | Bil                   |
| -- | -------------------- | ----------------------- | ------------------ | --------------------- |
| 1  | 2005 Rally Finland   | 122.86 km/h (76.35 mph) | Marcus Grönholm    | Peugeot 307 WRC       |
| 2  | 2010 Rally Finland   | 122.80 km/h             | Jari-Matti Latvala | Ford Focus RS WRC 09  |
| 3  | 2000 Safarirallyt    | 122.43 km/h             | Richard Burns      | Subaru Impreza WRC 99 |
| 4  | 2006 Rally Finland   | 122.06 km/h             | Marcus Grönholm    | Ford Focus RS WRC 06  |
| 5  | 2007 Rally Finland   | 121.85 km/h             | Marcus Grönholm    | Ford Focus RS WRC 07  |
| 6  | 2002 Rally Finland   | 121.80 km/h             | Marcus Grönholm    | Peugeot 206 WRC       |
| 7  | 2003 Rally Finland   | 121.62 km/h             | Markko Märtin      | Ford Focus RS WRC 03  |
| 8  | 1983 Rally Argentina | 121.60 km/h             | Hannu Mikkola      | Audi Quattro A2       |
| 9  | 2000 Rally Finland   | 121.46 km/h             | Marcus Grönholm    | Peugeot 206 WRC       |
| 10 | 2009 Rally Finland   | 121.33 km/h             | Mikko Hirvonen     | Ford Focus RS WRC 09  |

### Tätaste segar
|    | Event                    | Margin      | Winner             | Runner-up          |
| -- | ------------------------ | ----------- | ------------------ | ------------------ |
| 1  | 2011 Jordanien Rally     | 0.2 second  | Sébastien Ogier    | Jari-Matti Latvala |
| 2  | Nyzeeländska rallyt      | 0.3 seconds | Marcus Grönholm    | Sébastien Loeb     |
| 3  | 1998 Rally Portugal      | 2.1 seconds | Colin McRae        | Carlos Sainz       |
| 4  | 1999 Rally Argentina     | 2.4 seconds | Juha Kankkunen     | Richard Burns      |
| 4  | Nyzeeländska rallyt      | 2.4 seconds | Jari-Matti Latvala | Sébastien Ogier    |
| 4  | 2011 Rally Argentina     | 2.4 seconds | Sébastien Loeb     | Mikko Hirvonen     |
| 7  | 2000 Rally Australien    | 2.7 seconds | Marcus Grönholm    | Richard Burns      |
| 8  | 2003 Rallye Deutschland  | 3.6 seconds | Sébastien Loeb     | Marcus Grönholm    |
| 9  | 1976 Rallye Sanremo      | 4.0 seconds | Björn Waldegård    | Sandro Munari      |
| 9  | 2002 Rally Argentina     | 4.0 seconds | Carlos Sainz       | Petter Solberg     |
| 11 | 1998 Nyzeeländska rallyt | 4.1 seconds | Carlos Sainz       | Didier Auriol      |
| 12 | 1989 Rallye Sanremo      | 5.0 seconds | Miki Biasion       | Alex Fiorio        |